# FC Speranța Nisporeni
Der FC Speranța Nisporeni war ein moldauischer Fußballverein aus Nisporeni. Er wurde 2021 aufgelöst und wurde als FC Speranis Nisporeni schon ein Jahr darauf wiedergegründet.

## Geschichte
Der Verein wurde 1991 gegründet. Zwischen 1992 und 1998 spielte die Mannschaft in der Divizia Națională. 1998 stiegen sie in die Divizia A ab. Seit 2015 spielt die Mannschaft wieder in der höchsten moldauischen Liga.

## Europapokalbilanz
| Saison  | Wettbewerb         | Runde                  | Gegner      | Gesamt | Hin     | Rück    |
| ------- | ------------------ | ---------------------- | ----------- | ------ | ------- | ------- |
| 2019/20 | UEFA Europa League | 1. Qualifikationsrunde | Neftçi Baku | 0:9    | 0:3 (H) | 0:6 (A) |

Gesamtbilanz: 2 Spiele, 2 Niederlagen, 0:9 Tore (Tordifferenz −9)